# Hermann Westerhaus

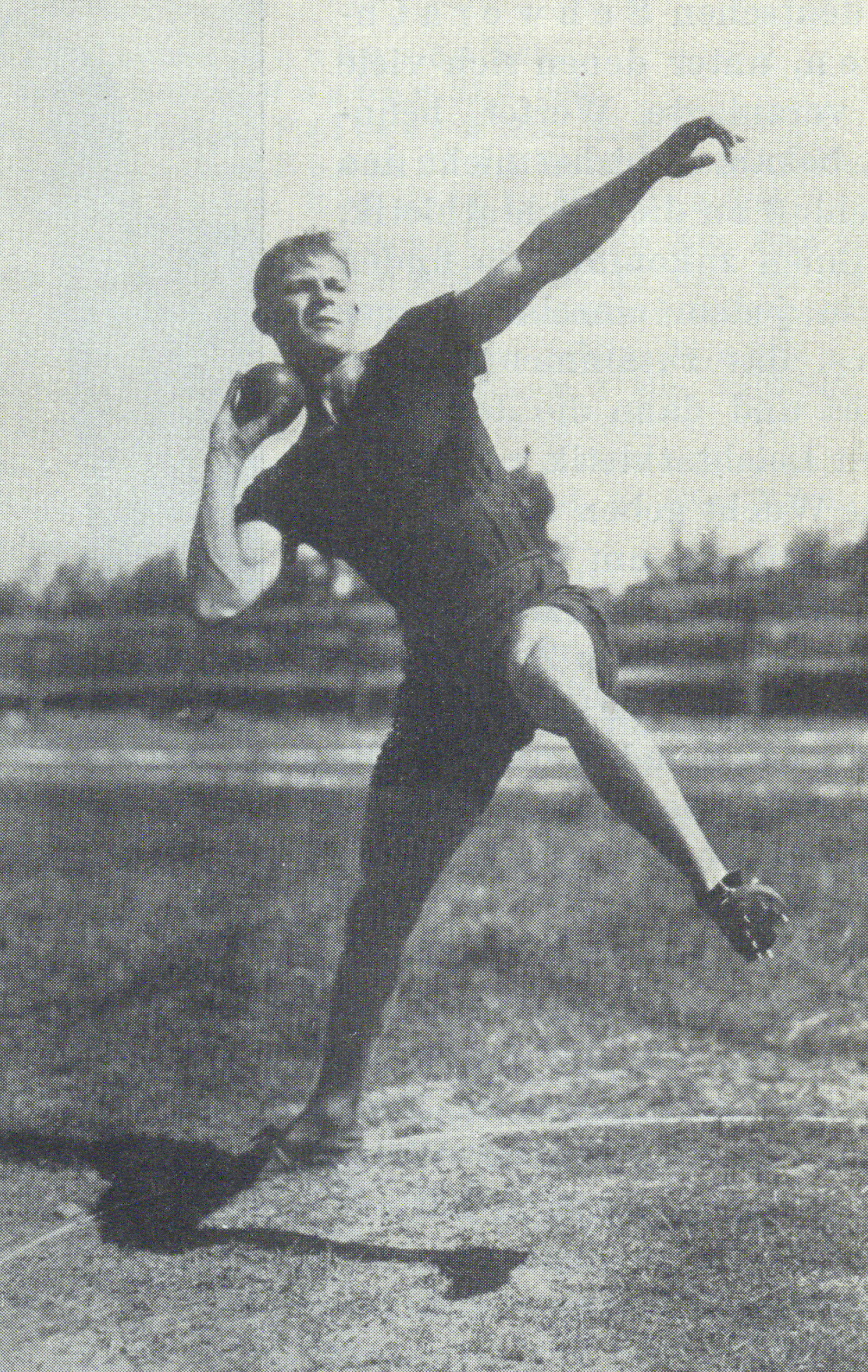
Hermann Westerhaus, um 1924

Hermann Westerhaus (* 1900 in Lettland; † 1973) war ein deutscher Leichtathlet, Dozent der Deutschen Hochschule für Leibesübungen in Berlin, Volksschullehrer und Sportwissenschaftler in der Lehrerausbildung. 

## Karriere
Als Leichtathlet war Hermann Westerhaus sehr vielseitig orientiert. Seine herausragende Platzierung bei einem Wettkampf erreichte er im Jahr 1924, als er die Deutsche Meisterschaft der Zehnkämpfer gewinnen konnte. Westerhaus startete damals für den Berliner Sport-Club.
Westermann studierte an der Deutschen Hochschule für Leibesübungen. 1923 wurde der Student von seiner Hochschule für seine Leistungen mit der August-Bier-Plakette ausgezeichnet. Die Sportlehrerprüfung absolvierte er im Jahr 1925.
Bis 1930 war Westerhaus Dozent an der Deutschen Hochschule für Leibesübungen. Ab 1933 war er Heeressportlehrer in Wünsdorf. Westermann war nicht Mitglied in der NSDAP oder Angehöriger einer Formation der Nationalsozialisten. 
Vor den Olympischen Sommerspielen 1936 gehörte er zum Kreis der Olympiatrainer und bereitete deutsche Leichtathleten auf die Wettkämpfe in Berlin vor.
Zum Hochschullehrer wurde Westermann 1947 von der Pädagogischen Hochschule, der Adolf-Reichwein-Hochschule Celle, berufen, nachdem er zunächst in der sowjetischen Besatzungszone als Volksschullehrer tätig war. Als Professor in der Ausbildung von Pädagogen war er bis zu seiner Pensionierung an der Pädagogischen Hochschule Osnabrück, ebenfalls in Niedersachsen, tätig, nachdem die Pädagogische Hochschule (PH) Celle nach Osnabrück, in die dort neu gegründete PH, verlegt wurde.
Nach dem Ende des Zweiten Weltkriegs amtierte der Sportwissenschaftler als Vorsitzender der Leibeserzieher an Pädagogischen Hochschulen. In dieser Funktion war der Hochschullehrer im Oktober 1958 Organisator des ersten Kongresses des Ausschusses Deutscher Leibeserzieher (ADL) „Das Spiel“ in Osnabrück. Der Festvortrag auf dem ersten Sportlehrerkongress in der Bundesrepublik Deutschland, vor mehr als 500 Teilnehmern, wurde von Carl Diem gehalten.